# Kavakalan, Ortaköy
Kavakalan là một xã thuộc huyện Ortaköy, tỉnh Çorum, Thổ Nhĩ Kỳ. Dân số thời điểm năm 2010 là 118 người.